# وایت پلینز (مریلند)
وایت پلینز (به انگلیسی: White Plains) یک منطقهٔ مسکونی در ایالات متحده آمریکا است که در شهرستان چارلز، مریلند واقع شده‌است. وایت پلینز ۶۰٫۰۵ متر بالاتر از سطح دریا واقع شده‌است.